# آلن هاوارد
آلن هاوارد (انگلیسی: Alan Howard؛ ۵ اوت ۱۹۳۷ – ۱۴ فوریهٔ ۲۰۱۵) یک هنرپیشه اهل بریتانیا بود.
از فیلم‌ها یا برنامه‌های تلویزیونی که وی در آن نقش داشته است می‌توان به آشپز، دزد، همسرش و عاشقش، ماجراهای شرلوک هلمز، بازگشت سه تفنگدار، پوآرو (فصل اول)، ارباب حلقه‌ها: یاران حلقه (فقط صدا)، بازگشت پادشاه (فقط صدا)، بلوز آکسفورد و بی‌بند اشاره کرد.